# Fenaksite
La fenaksite è un minerale appartenente al gruppo della litidionite.